# Calenzana

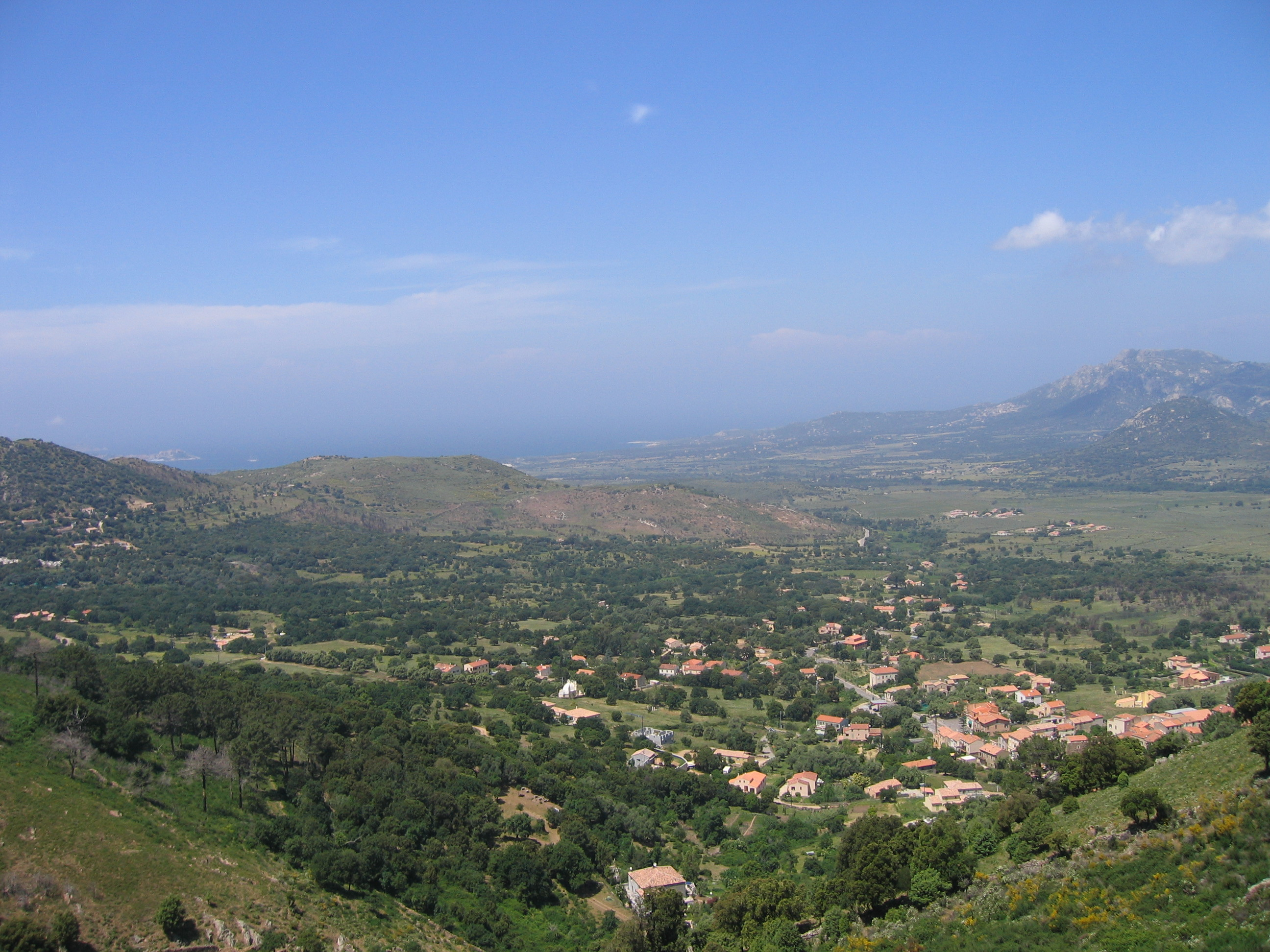
Panorama Calenzany z trasy pieszego szlaku wędrownego GR 20

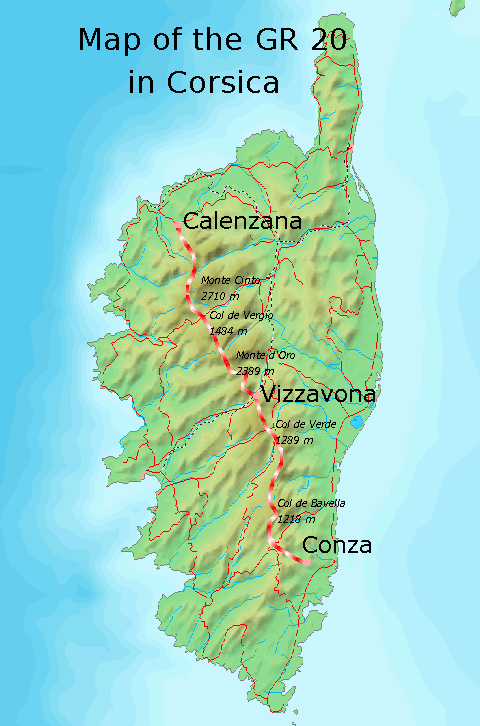
Mapa Korsyki z naniesioną trasą przebiegu pieszego szlaku wędrownego GR 20

Calenzana – miejscowość i gmina we Francji, w regionie Korsyka, w departamencie Górna Korsyka na północy wyspy. W 1732 była miejscem powstania korsykańskich patriotów przeciwko genueńskim okupantom. Calenzana jest punktem końcowym (lub startowym) liczącego 220 kilometrów korsykańskiego szlaku wędrownego GR 20 prowadzącego wzdłuż wyspy (północ – południe).
Według danych na rok 1990 gminę zamieszkiwało 1535 osób, a gęstość zaludnienia wynosiła 8 osób/km².